# 枝松道輝
枝松 道輝（えだまつ みちてる、1938年 - ）は、岡山県出身のアマチュア野球選手（内野手、外野手）。

## 経歴
岡山東商業高校では内野手として活躍、1955年秋季中国大会準決勝に進むが、山本一義らのいた広島商に敗退。翌1956年春季山陽大会は決勝で岩国高を降し優勝。しかし夏は県予選準決勝で岡山南高に敗れ、甲子園には出場できなかった。
卒業後は立教大学へ進学、最上級生であった長嶋茂雄と寮の同室になる。東京六大学野球リーグでは3年生までに5回の優勝を経験、二塁手として活躍した。大学同期に五代友和、赤池彰敏（中退）、杉本公孝がいる。
大学卒業後は日本石油に入社。1961年の都市対抗は杉本和喜代（日本鋼管から補強）、佐々木吉郎が好投、1962年の都市対抗は佐々木が全5試合完封勝利を果たし連続優勝を経験。1962年の第4回アジア野球選手権大会日本代表に選出された。1964年10月に東京五輪デモンストレーションゲームとして開催された、社会人野球選抜と米国大学選抜との試合にも一番打者、右翼手として出場した。1966年の都市対抗では、エース平松政次を擁し準決勝に進むが熊谷組に9回裏サヨナラ負けを喫する。この大会では準々決勝で本塁打を放つ。同年のアマチュア野球世界選手権日本代表に選出され日本の優勝に貢献。翌1967年の都市対抗では決勝に進出、日本楽器を完封で降し優勝を飾った。この時のチームメイトに広瀬幸司、石山建一がいる。広瀬とともに同年の第7回アジア野球選手権大会日本代表に選出された。1967年のプロ野球ドラフト会議で、近鉄バファローズから9位指名されたが入団を拒否。1968年8月にはアラスカ・ゴールドパナーズとの日米親善野球試合に出場した。1966年の第1回社会人ベストナイン表彰の創設から3年連続で二塁手として選出されている。
現役引退後は日本石油監督を務めた。